# Green Gully Cavaliers
Green Gully Cavaliers is een Australische voetbalclub uit Melbourne in de staat Victoria. De club speelt in de Victorian Premier League. De clubkleuren zijn groen en wit. Het thuisstadion van Green Gully Cavaliers is het Green Gully Reserve, dat een capaciteit van 8000 plaatsen heeft.
Green Gully Cavaliers werd in 1955 opgericht als Ajax Soccer Club door Henry Moakes, een immigrant uit Malta die connecties had met Ajax Florianna Club uit zijn geboorteland. In 1966, toen de club in Green Gully Reserve ging spelen, werd de clubnaam veranderd in Green Gully Ajax SC. In 1982 werd Ajax vervangen door het huidige Cavaliers.

## Prijzenlijst
- Victorian Premier League: 1981, 1982, 1983, 2000, 2003, 2005